# مانوئل دوم، امپراتور بیزانس
مانوئلِ دوّم با عنوان کامل مانوئل دوم پالایولوگوس (به یونانی: Μανουήλ Β΄ Παλαιολόγος, Manouēl II Palaiologos)(به لاتین: Manuel II Palaeologus) (زادهٔ ۲۷ ژوئیه ۱۳۵۰ – درگذشتهٔ ۲۱ ژوئیه ۱۴۲۵) امپراتور بیزانس از سال ۱۳۹۱ میلادی تا هنگام مرگش در سال ۱۴۲۵ میلادی بود. او در دوران زمامداری‌اش توانست از طریق مناسبات دیپلماتیک، روابطی صلح‌آمیز با ترکان عثمانی داشته و بدین ترتیب فتح کامل امپراتوری بیزانس به‌دست آنان را تا ۵۰ سال به تأخیر بیندازد.

## زندگی
مانوئل پسر ژان پنجم پالایولوگوس، امپراتور بیزانس و هلنا کانتاکوزنا بود. در مدت زمان حکومت پدرش خزانهٔ امپراتوری به‌دلیل جنگ با صرب‌ها و ترک‌ها خالی شده بود و هنگامی که ژان پنجم برای ملاقاتی در ۱۳۶۹ به ونیز رفت به‌عنوان بدهکار دستگیر شد. هنگامی که آندرونیکوس چهارم، پسر بزرگ ژان از کمک به پدرش سر باز زد این مانوئل بود که با ونیزی‌ها وارد مذاکره شد و پدرش را آزاد نمود. آندرونیکوس سپس در ۱۳۷۳ علیه پدرش سر به شورش برداشت که ناموفق بود و دستگیر، تقریباً کور و زندانی گردید. ژان سپس او را از جانشینی خود خلع و مانوئل را وارث تاج و تخت خود نمود و مانوئل در سپتامبر همان سال به‌عنوان امپراتور مشترک با پدرش تاجگذاری کرد.
با این حال آندرونیکوس در ۱۳۷۶ و با کمک جنوایی‌ها از زندان گریخت و با حمایت عثمانی‌ها توانست قسطنطنیه را به کنترل خود درآورده، پدرش را از قدرت برکنار و همراه با برادش زندانی نماید. اما اینبار ژان و مانوئل با کمک ونیزی‌ها در ۱۳۷۹ گریختند و پس از جلب حمایت ترکان توانستند بار دیگر پایتخت و تاج و تختشان را پس بگیرند. با این‌حال آنها مجبور شدند تا در مقابل کمک ترکان به آنها خراجی پرداخته و به‌هنگام نیاز نیروهای نظامی دراختیارشان قرار دهند. همچنین چنین شرط شد که آندرونیکوس نیز باید بار دیگر به‌عنوان جانشین ژان پنجم به‌رسمیت شناخته شود. با این حال آندرونیکوس چهارم پیش از پدرش در ۱۳۸۵ درگذشت و پسرش ژان هفتم جانشین او شد.
ژان هفتم در ۱۳۹۰ میلادی سلطه بر پایتخت را در دست گرفت و بر تخت امپراتوری نشست اما ژان پنجم و مانوئل بار دیگر با کمک ترکان موفق به پس‌گرفتن آن شدند. با این حال ترکان عثمانی مانوئل را مجبور کردند تا به‌عنوان گروگان در دربار بایزید یکم بماند. ژان پنجم ماه فوریه سال ۱۳۹۱ میلادی درگذشت. مانوئل با شنیدن این خبر از دربار ترکان گریخت و به قسطنطنیه بازگشت. او سپس در همان سال قدرت را به تنهایی در اختیار گرفت.

امپراتوری بیزانس پیرامون سال ۱۴۰۰ میلادی

ترجیح مانوئل دوم در ارتباط با اتحاد کلیساهای ارتودوکس و کاتولیک، حفظ مذاکرات با دستگاه پاپ جهت ترساندن ترکان عثمانی و در عین حال فراهم نیاوردن فرصتی برای عملی شدن چنین اتحادی بود. او به دنبال برقرار نگاه داشتن صلح و دوستی ظاهری با عثمانی به جای سیاست آشکار تهاجمی بود. با این حال، سال ۱۳۹۶ میلادی و در زمانی که عثمانی تسالی و پلوپونیز را مورد تاخت و تاز خود قرار داد، برای درخواست کمک به اروپای غربی سفر کرد و از او با مهربانی در رم، میلان، لندن و پاریس استقبال شد. او دو سال در فرانسه ماند و به‌واسطهٔ دیدارش، روابط فرهنگی بین بیزانس و غرب اروپا گسترش یافت اما کمک نظامی به او داده نشد.
مانوئل به قسطنطنیه بازگشت و سرانجام در ۱۴۰۳ عهدنامهٔ صلحی را با محمد یکم، جانشین بایزید امضا نمود و توانست علاوه بر بازپس‌گیری تسالونیکا (تسالونیکی امروزی در یونان)، خراج دادن به ترکان را نیز پایان دهد. این روابط صلح‌آمیز تا ۱۴۲۱ که سلطان محمد یکم درگذشت پابرجا بود و مانوئل نیز در همان سال به‌منظور پیگیری علاقه‌مندی‌های ادبی و مذهبیش از مسایل حکومتی کناره‌گیری نمود و امور را به پسر و امپراتور مشترک با خود ژان هشتم واگذار نمود.
اما ژان هشتم با بی‌توجهی به حاشیهٔ امنیت باریکی که در روابط بیزانس و عثمانی وجود داشت به طرفداری از مدعی سلطنتی به‌نام مصطفی، در برابر مراد دوم که وارث قانونی تاج و تخت امپراتوری عثمانی بود پرداخت. با این حال مراد در ۱۴۲۲ با موفقیت شورش مصطفی را سرکوب نمود و پس از آن قسطنطنیه را به محاصرهٔ خود درآورد. شهر مقاومت نمود اما ترکان بار دیگر در ۱۴۲۳ پلوپونیز را مورد تاخت و تاز خود قرار دادند و مانوئل سرانجام مجبور شد تا عهدنامهٔ حقارت‌آمیزی را با سلطان ترک منعقد نماید.
مانوئل دوم در ۲۱ ژوئیه ۱۴۲۵ درگذشت.